# 约翰·埃利奥特
约翰·埃利奥特（英語：John Elliott，1901年10月12日—1945年7月3日），英国前男子拳击运动员。他曾代表英国参加1924年夏季奥林匹克运动会拳击比赛，获得男子中量级银牌。他于1945年去世，享年43岁。